# Федерб — Шалиньи (станция метро)
Федерб — Шалиньи (фр. Faidherbe - Chaligny) — станция линии 8 Парижского метрополитена, расположенная на границе XI и XII округов Парижа.

## История
- Станция открыта 5 мая 1931 года в составе пускового участка линии 8 Ришельё — Друо — Порт-де-Шарентон.
- Первую часть названия станция получила по фамилии Луи Леона Сезара Федерба, французского военного деятеля, депутата и лингвиста. Вторая часть происходит от рю Шалиньи, названной по известной дворянской фамилии.
- Пассажиропоток по станции по входу в 2011 году, по данным RATP, составил 2 974 641 человек[3]. В 2012 году этот показатель вырос до 3 059 857 человек[4], а в 2013 году на станцию вошли 3079358 пассажиров (171 место по уровню входного пассажиропотока в Парижском метро)[5]

## Галерея

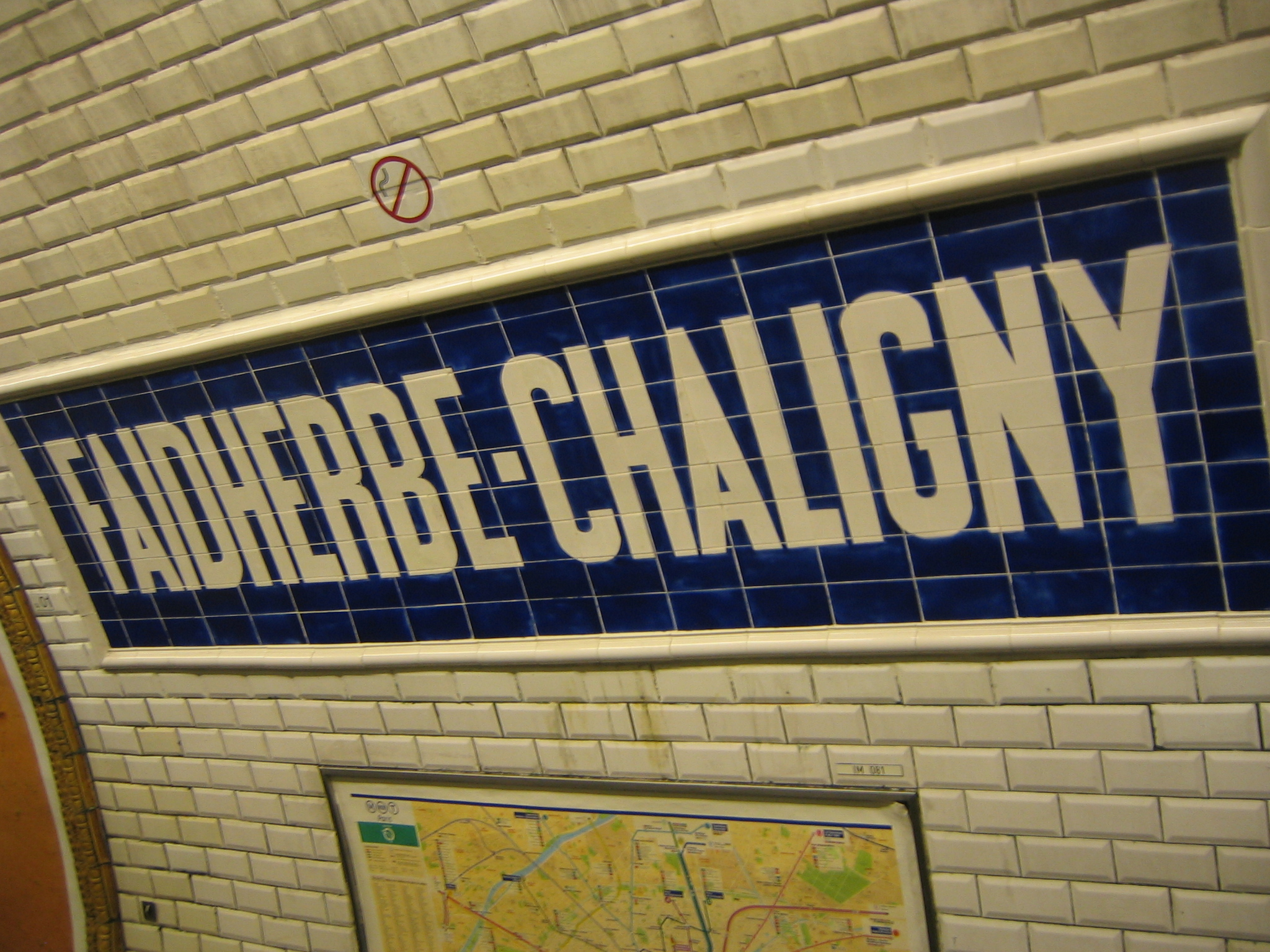
Вывеска с названием станции